# Pentode

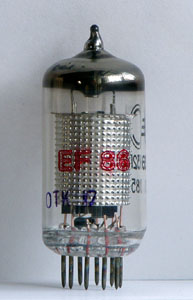
Une pentode EF86

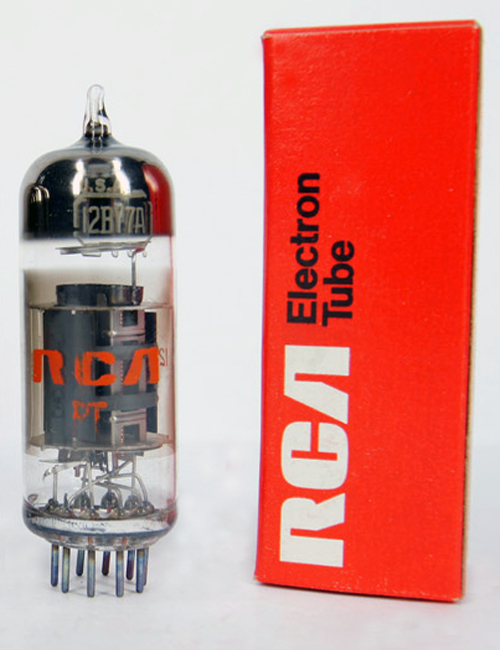
Une pentode 12BY7A

La pentode est un tube électronique, évolution directe de la tétrode. C'est un composant généralement utilisé pour amplifier un signal.

## Principe
La pentode est créée en 1926 par Bernard Tellegen de la société Philips.
C'est une évolution de la tétrode (tube à 4 électrodes).
La pentode est une tétrode à laquelle on a ajouté une troisième grille appelée suppresseuse (grille d'arrêt) entre l'écran et la plaque (anode) pour réduire les émissions secondaires de l'anode. La grille d'arrêt est portée à un potentiel négatif par rapport à l'anode et à la grille écran (le plus souvent celui de la cathode) afin que les électrons émis par l'anode (les émissions secondaires) soient renvoyés vers celle-ci et ne soient pas captés par l'écran. Cela permet d'éviter l'effet Dynatron, zone où le tube tétrode a une résistance négative.
La pentode permet d'obtenir un meilleur rendement (moins de pertes dans l'écran) et une linéarité plus grande de la courbe courant / tension du tube pour une même tension de la grille de contrôle.

## Utilisation
Ce tube électronique est encore très utilisé en audioacoustique à tube, bien que certains puristes lui préfèrent la triode pour le son plus « chaud » qu'elle produirait. Mais la pentode de puissance possède des avantages :
- comme tube de puissance, elle est plus facile à piloter car sa pente est élevée ;
- son rendement également plus élevé réduit la consommation et la taille du montage (à puissance de sortie égale).

Le tube pentode a des caractéristiques similaires aux tétrodes à faisceau dirigé.

### Modèles courants

#### Pour les préamplificateurs
- EF86

#### Pour les amplificateurs
- 6AQ5
- 7591A
- 7868
- EL34 ; EL84 ; EL86 ; EL91 ; EL95